# Ігри XXXI Олімпіади в Ріо-де-Жанейро (срібна монета)
«І́гри ХХХІ Олімпіа́ди в Рі́о-де-Жане́йро» — пам'ятна монета номіналом 10 гривень, випущена Національним банком України. Присвячена Іграм XXXI Олімпіади в місті Ріо-де-Жанейро (Бразилія), що проходили з 5 до 21 серпня 2016 року і були першими подібними змаганнями в Південній Америці. Міжнародні змагання з літніх видів спорту проводяться кожні чотири роки під егідою Міжнародного Олімпійського комітету в рамках Олімпійського руху.
Монету введено до обігу 28 квітня 2016 року. Вона належить до серії «Спорт».

## Опис монети та характеристики
| Номінал грн. | Метал           | Маса, г      | Діаметр, мм | Якість виготовлення | Гурт                           | Тираж, штук |
| ------------ | --------------- | ------------ | ----------- | ------------------- | ------------------------------ | ----------- |
| 10           | срібло (Ag 925) | 31,1 / 33,62 | 38,6        | пруф                | гладкий із заглибленим написом | 3 500       |

### Аверс
На аверсі монети розміщено: малий Державний Герб України та напис «УКРАЇНА», зображення бухти Гуанабара, на вході до якої височить гора Цукрова Голова, що слугує візитівкою міста Ріо-де-Жанейро, на тлі бухти — стилізований напис «РІО-ДЕ-ЖАНЕЙРО», рік карбування монети «2016» та номінал — «10»/«ГРИВЕНЬ».

### Реверс
На реверсі монети на тлі абрису статуї Ісуса Христа на горі Корковадо в Ріо-де-Жанейро зображено хвилясту зелену стрічку (використано тамподрук), на якій — піктограми, що символізують різні види спорту, під якою на хвилястих лініях — знак Національного олімпійського комітету України (використано тамподрук).

## Автори

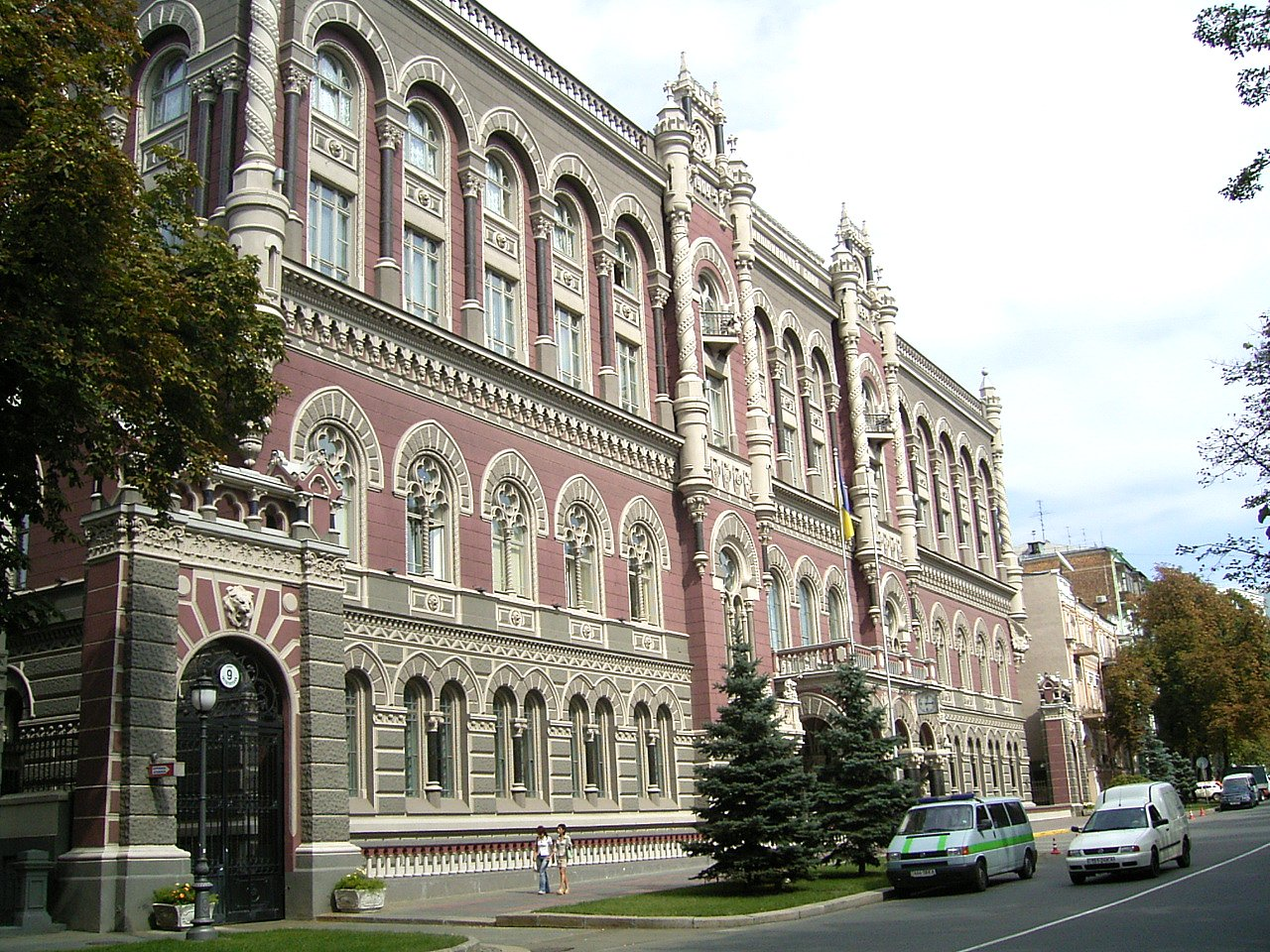
Будівля Національного банку України

- Художники: Володимир Таран, Олександр Харук, Сергій Харук.
- Скульптори: Володимир Атаманчук, Святослав Іваненко.

## Вартість монети
Під час введення монети в обіг 2016 року, Національний банк України реалізовував монету через свої філії за ціною 1098 гривень.
Фактична приблизна вартість монети з роками змінювалася так:
| Рік        | 2016  | 2017  | 2018  | 2019  | 2020  | 2021  | 2022  | 2023  | 2024  | 2025  |
| ---------- | ----- | ----- | ----- | ----- | ----- | ----- | ----- | ----- | ----- | ----- |
| Ціна, грн. | 1 250 | 1 150 | 1 050 | 1 050 | 1 000 | 1 300 | 1 500 | 1 800 | 2 800 | 3 200 |